# Alfons Gumfaus i Bas
Alfons Gumfaus i Bas (Olesa de Montserrat, 14 de maig de 1882 - 21 d'octubre de 1950) fou un professor de dibuix i de pintura a l'Escola Municipal d'Arts i Oficis d'Olesa. Alhora, també va destacar per les seves obres escultòriques, de pintura i per les fotografies. Cal destacar un important llegat fotogràfic d'inicis del segle xx, entre el 1910 i el 1936, al municipi i que es pot consultar a l'Arxiu Històric Municipal d'Olesa de Montserrat.
La seva obra fotogràfica, d'aproximadament 300 fotografies, ens permet veure com era Olesa de Montserrat cent anys enrere. Aquest artista era excursionista i plasma sobre paper diferents fotografies de paisatge regional com també fotografies de caràcter social amb olesans i olesanes i llurs famílies. A més a més, sembla que fou un dels primers olesans en disposar de càmera fotogràfica, aquell temps però amb fotografies en plaques de vidre.
Del 3 de novembre fins al 3 de desembre es va fer una exposició anomenada Mirades d'Alfons Gumfaus. Fotografia 1910-1936 a la Casa de Cultura d'Olesa de Montserrat dirigida per l'olesà Pep Boltà. El divendres 1 de desembre es va fer una visita comentada per l'exposició a càrrec de l'arxiver municipal Toni Perez Solsona i del mateix Pep Boltà acompanyats del regidor de Cultura Xavier Rota Boada i alguns dels antics alumnes d'aquest artista.

## Obres escultòriques destacades
- Façana principal del Teatre Olesa
- Bust de Santa Paula Montal i Fornés, escolàpia i fundadora de les Filles de Maria Escolàpies

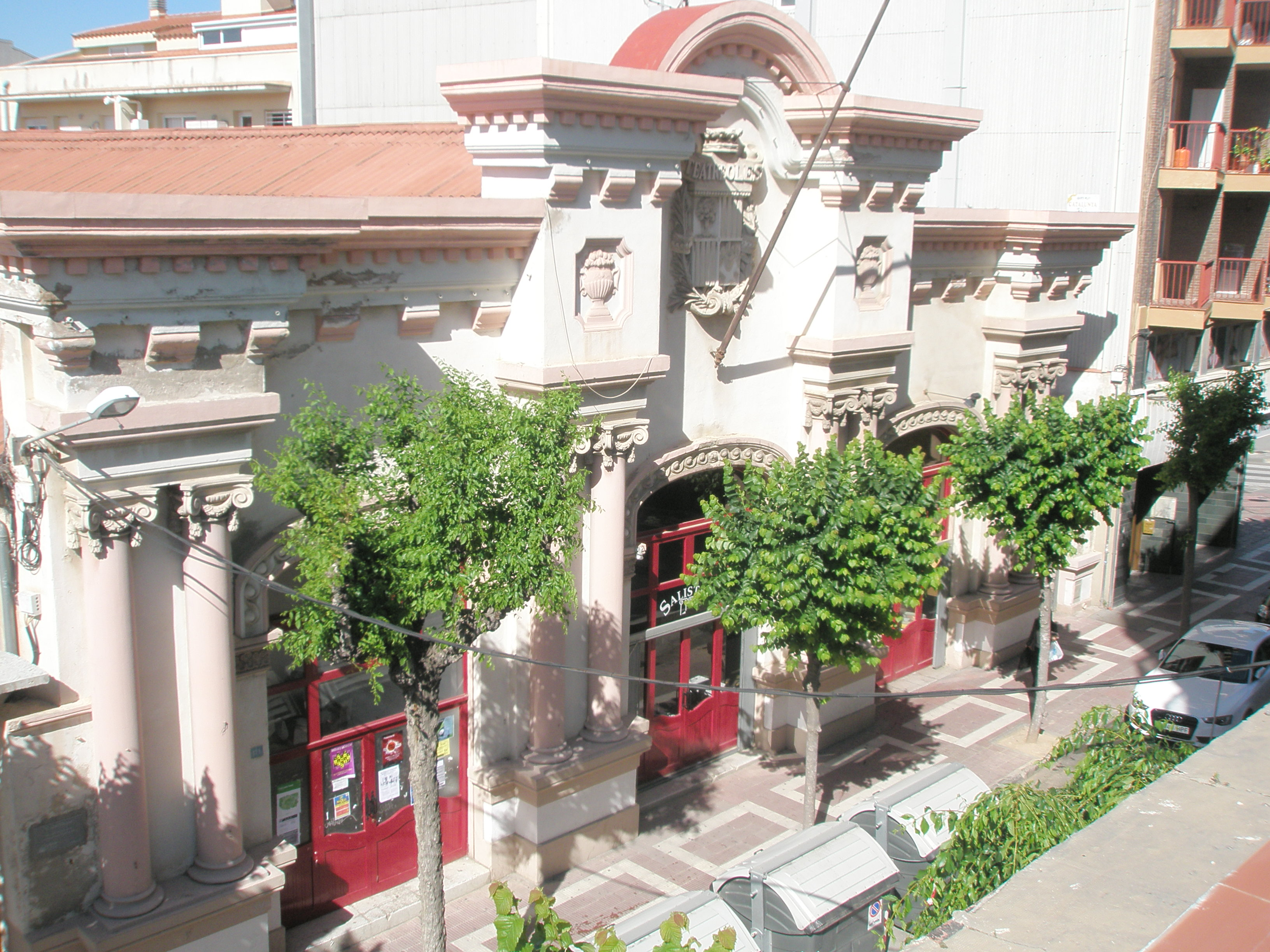
Façana principal del Teatre Olesa